# Megalithareal von Saint-Martin-de-Corléans
| QS Vor- und Frühgeschichte | Dieser Artikel wurde aufgrund von inhaltlichen Mängeln auf der Qualitätssicherungsseite des WikiProjekts Vor- und Frühgeschichte eingetragen. Dies geschieht, um die Qualität der Artikel aus diesem Themengebiet auf ein akzeptables Niveau zu bringen. Bitte hilf mit, die inhaltlichen Mängel dieses Artikels zu beseitigen, und beteilige dich bitte an der Diskussion! |  |

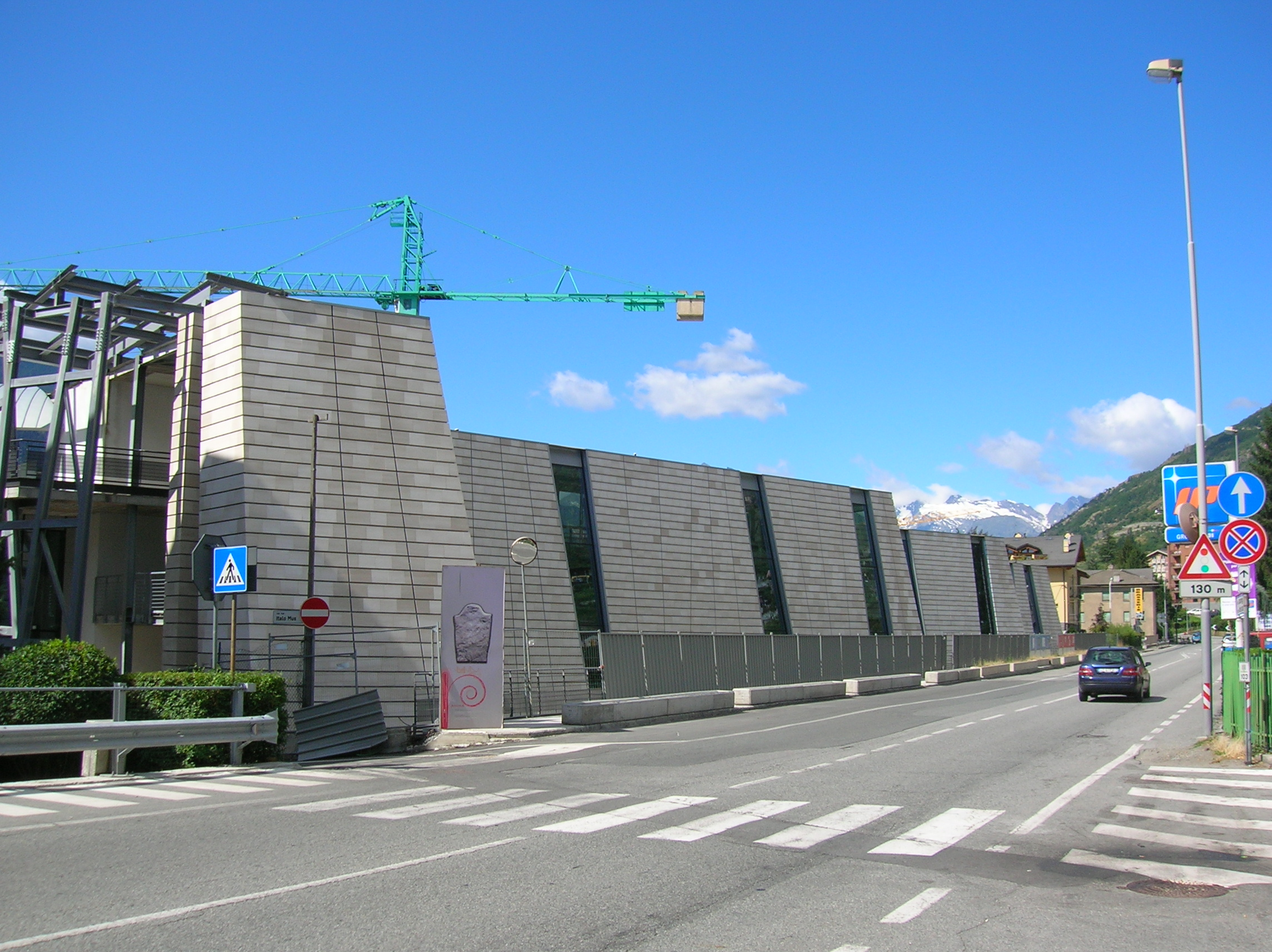
Museumsbau der Area megalitica von Saint-Martin-de-Corléans

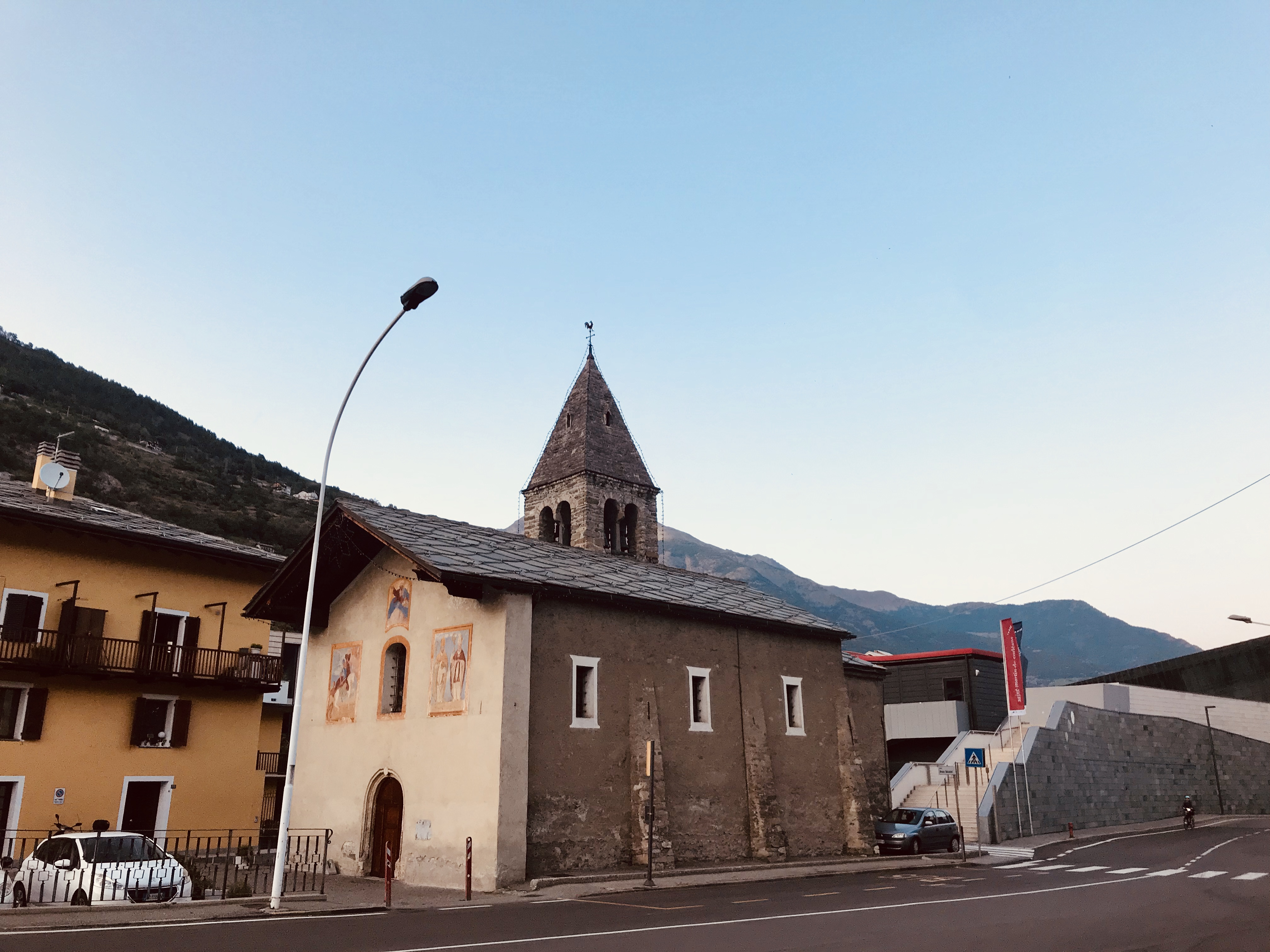
Kirche Saint Martin de Corléans mit dem dahinter liegenden Eingang zum Museum

Das Megalithareal von Saint-Martin-de-Corléans (italienisch: Area megalitica di Saint-Martin-de-Corléans; französisch: Aire mégalithique de Saint-Martin-de-Corléans) ist ein Fundareal bei Aosta im Aostatal und weist auf einer Fläche von über einem Hektar eine der größten Ansammlungen von Megalithanlagen in Italien auf. Diese wurden 1969 beim Bau eines Wohnhauses in der Nähe der Kirche Saint-Martin-de-Corléans entdeckt. Bei der Ausgrabung wurden 22 Schichten bis sechs Meter unter dem gegenwärtigen Talgrund abgetragen. Die Dolmen mit steinernen Plattformen, Menhire und Statuenmenhire von Saint Martin de Corléans, liegen in der Nähe zweier Alpenpässe und mehrerer Metalllagerstätten und stammen aus dem 3. Jahrtausend v. Chr.
Die in den Nekropolen von Sion (CH) und Saint-Martin-de-Corléans gefundenen Stelen wurden alle sekundär verbaut gefunden, die meisten auf Steinkisten. Dabei wurden sie oft zerbrochen und für den neuen Zweck behauen. Funde spätneolithischer Skelettreste, Pfeilspitzen, Keramikscherben und Schmuckgegenstände aus dem 3. Jahrtausend bestätigen die chronologische Einordnung der Stelen, auch anhand der abgebildeten Waffen. Es sind Dolche des Typs Remedello mit dreieckiger Klinge, Bogen mit Sehne und Pfeil und Doppelspiralanhänger vom "Typ Stallhof" dargestellt.

## Museum
Zu Beginn des 21. Jahrhunderts wurde das Areal eingehaust und zum Museum ausgebaut. Der Museumskomplex besteht aus zwei Gebäuden entlang der Avenue Saint-Martin-de-Corléans, die durch eine Brücke verbunden sind. Die archäologischen Ausgrabungen können in ihrem gesamten Ausmaß besichtigt werden und umfassen mehrere Ebenen.

## Besiedlungsgeschichte
Schicht um Schicht wurden zuerst vier Phasen der Besiedlungsgeschichte zwischen 3000 und 1900 v. Chr. ergraben.

### Erste Phase
Der Bau der Anlagen begann zwischen 3000 und 2750 v. Chr. mit der Setzung einer Reihe von 22 Holzpfählen. Zuvor wurde die Asche verbrannter Widderschädel auf der Grubensohle ausgestreut. Die Pfostenreihen sind auf einen lokalen Felsen ausgerichtet.

### Zweite Phase
Die zweite Phase (2750–2400 v. Chr.) begann mit einem umfangreichen Pflugritual, dessen Furchen parallel zu den Pfostenreihen verlaufen. In der gepflügten Fläche fand sich eine große Zahl menschlicher Zähne, die offenbar wie Samen behandelt wurden. 40 Statuenmenhire wurden in der gleichen Periode errichtet. Einige waren zu den Pfostenreihen ausgerichtet, andere standen im rechten Winkel zur Ausrichtung. Darüber hinaus wurden in dieser Phase Menhire, anthropomorphe Stelen, Steinplattformen und mindestens sieben rituelle Gruben hinzugesetzt.

St-Martin-de-Corléans - Menhire und Stelen
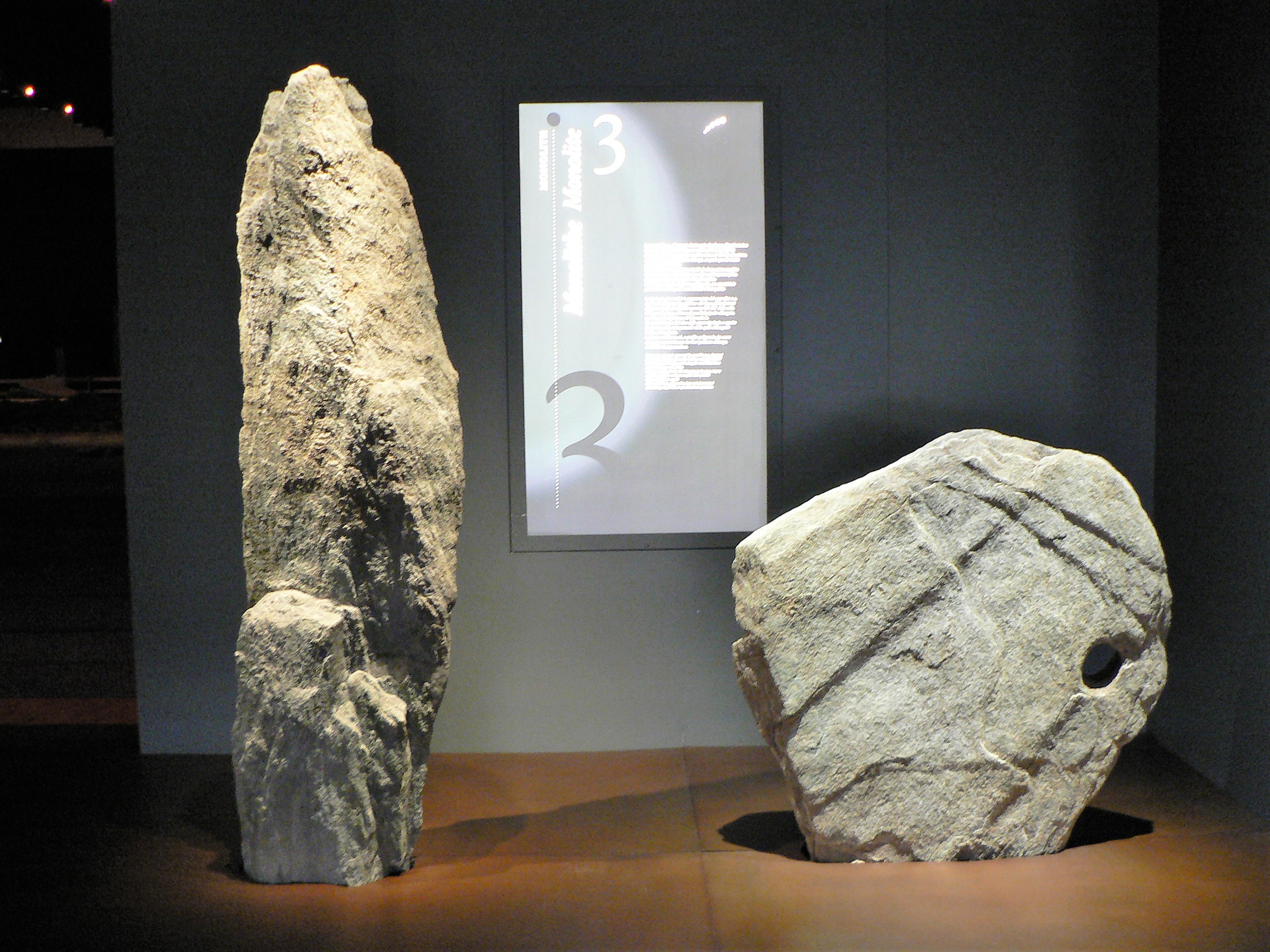
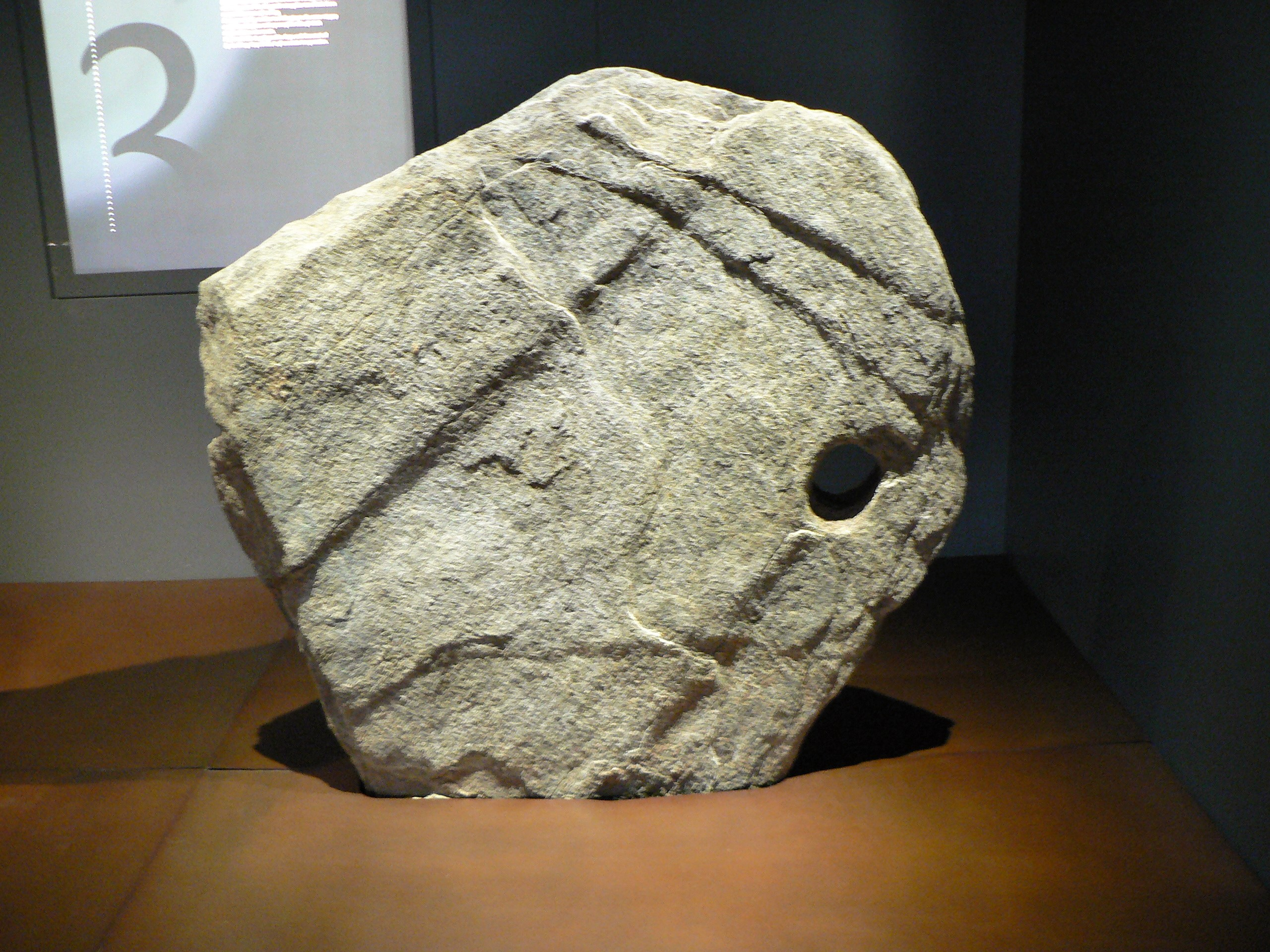
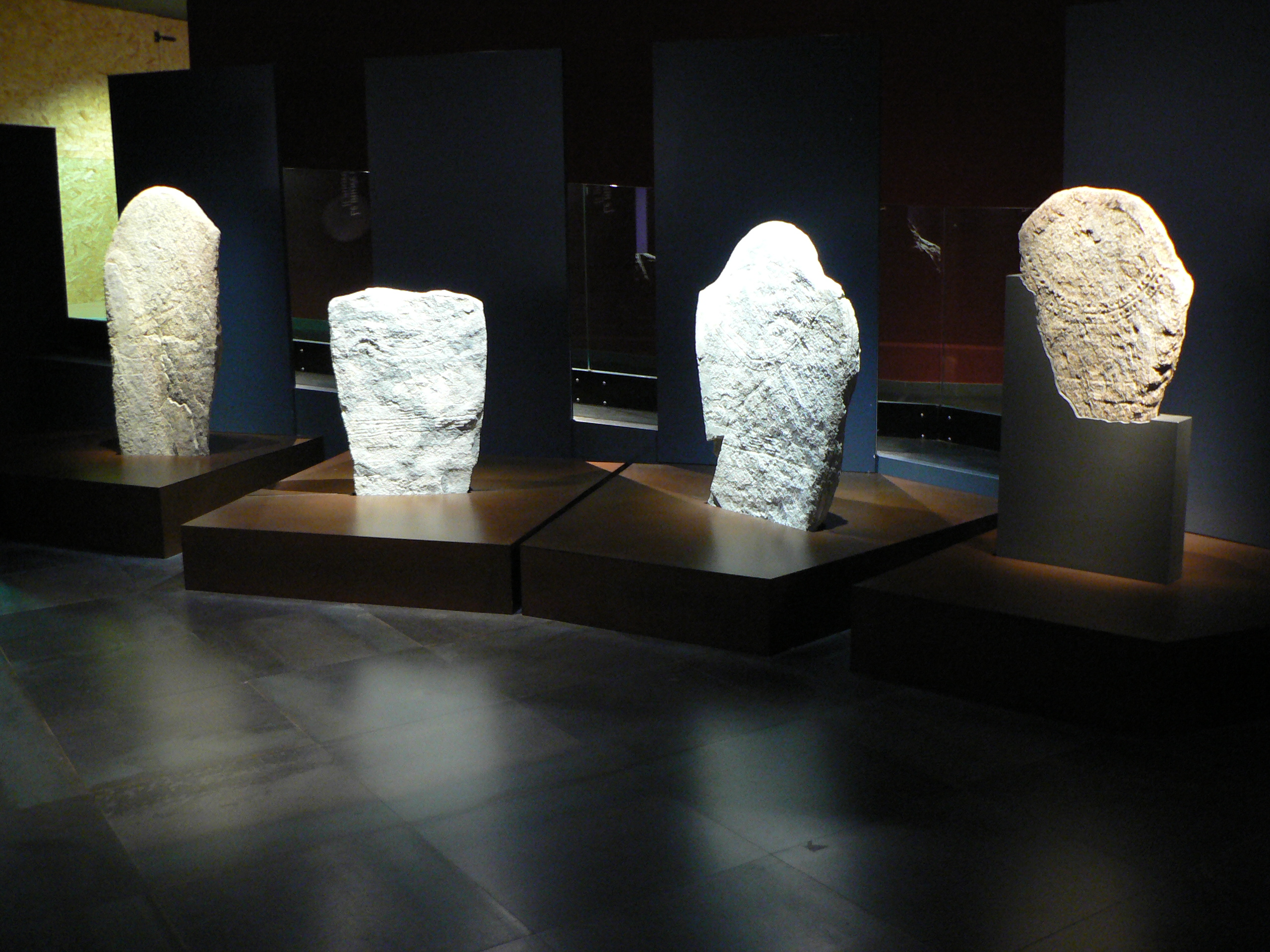
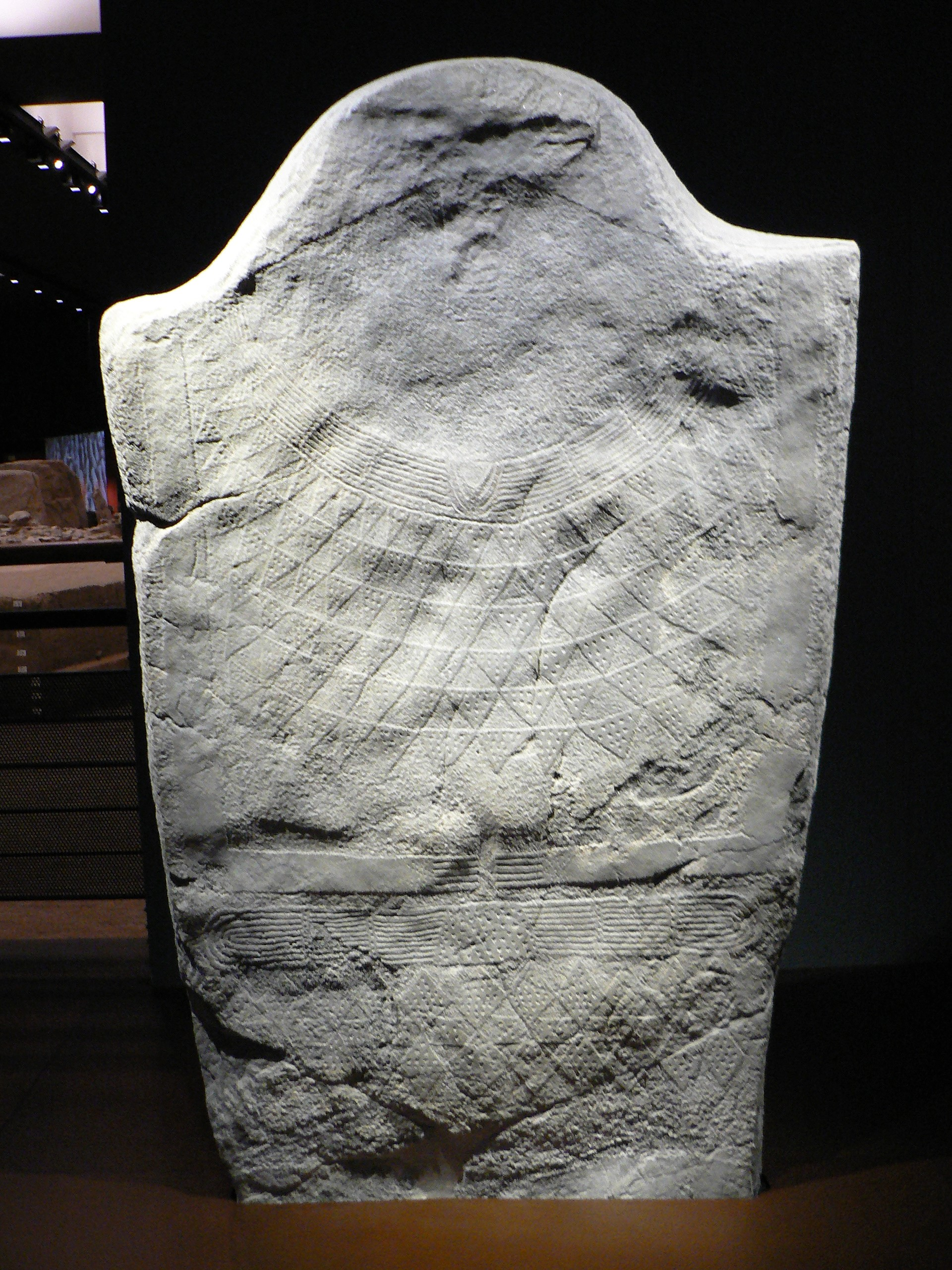

### Dritte Phase

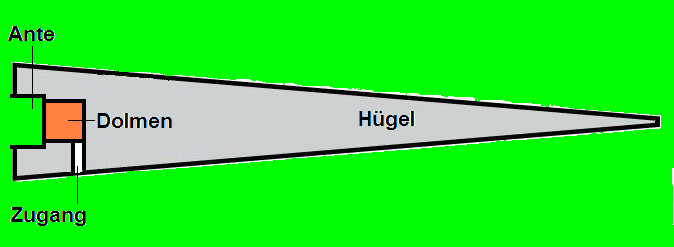
Dolmen M XII von Petit-Chasseur

Während der dritten Phase, zwischen 2400 und 2100 v. Chr., wurde ein Dolmen (Tomba II) von 2,5 m × 2,2 m mit seitlichem Eingang und einem 15 m langen dreieckigen steinernen Podest, ähnlich dem Dolmen M XII von Petit-Chasseur in der Schweiz, errichtet. Das Podest überlagert an einer Ecke eine ältere Steinkiste (Tomba III). Eine Allée couverte (Tomba V) und ein Dolmen mit runder Einfassung (Tomba IV) folgten. Die Monumente wurden alle ohne deckenden Hügel errichtet.

### Vierte Phase
Mehrere kleinere Gräber wurden während der vierten Bauphase (2100–1900 v. Chr.) errichtet.
Die Stelle wurde anschließend für etwa 700 Jahre verlassen, aber zwischen 1200 und 800 v. Chr. wurden Nachnutzungen vorgenommen.
In der Nähe liegt der Steinkreis des Kleinen Sankt Bernhard.